# 거 오공
거 오공(莒 敖公, ? ~ ?)은 춘추 시대 거나라의 군주이다. 휘와 재위기간은 알 수 없다.

## 행적
주려숙(柱厲叔)을 신하로 두었으나 중용하지 않았다. 이에 주려숙은 바닷가에 살면서 여름에는 마름 열매를 먹고, 겨울에는 상수리와 밤을 먹으면서 살았다.
훗날 오공이 국난을 맞이했을 때, 주려숙은 벗의 만류를 무릅쓰고 오공을 위해서 죽겠다고 다짐하였다.

## 출전
- 열어구, 《열자》 설부편(說符篇)

| 전임 (불명) | 거나라의 군주 ? ~ ? | 후임 (불명) |